# Franz Müller-Lyer
Franz Carl Müller-Lyer (Baden-Baden, 5 de fevereiro de 1857; Munique, 29 de outubro de 1916) foi um psiquiatra, sociólogo e escritor alemão, mais conhecido por haver descoberto a ilusão de ótica que leva seu nome.

## Biografia
Filho do médico Hermann Müller, que atuava no hospital municipal de Baden-Baden, Mûller-Lyer mudou-se para Rastatt, onde concluiu o ginásio; dali foi a Estrasburgo onde prestou o serviço militar e iniciou a faculdade de medicina em 1876, que concluiu quatro anos depois, defendendo a tese: "Os transtornos mentais em doenças febris agudas".
Já em 1881 consegue o emprego como médico-júnior no hospital da Universidade de Estrasburgo; em 1883 trabalhou no laboratório do médico Emil du Bois-Reymond. Dali teve uma breve passagem por Londres e mudou-se em 1884 para Paris onde trabalhou na clínica de Jean-Martin Charcot e no laboratório de Étienne-Jules Marey. Três anos depois estabelece sua clínica em Dresden, mudando-se finalmente em 1888 para Munique.
Em 1889 descobre a ilusão geométrica que recebe seu nome - a ilusão de Müller-Lyer, que rendeu diversos estudos posteriores.
Em 1915 presidiu a Deutschen Monistenbundes (Liga Monista Alemã), fundada em 1906.

## Ideias
No final da década de 1880 Mûller-Lyer volta-se para os estudos sociológicos, sob influência das ideias de Auguste Comte e Herbert Spencer, defendendo a ideia de uma sociedade culturalmente evolutiva.
Torna-se, portanto, defensor de que toda pesquisa científica deva ser baseada unicamente nas leis naturais, levando a ciência a ser positiva. Suas teorias culturais apresentam uma síntese biológica dos princípios darwinianos com os parâmetros sociológicos, que absorveu da teoria marxista.
Seus trabalhos apresentam as fases evolutivas das áreas pesquisadas, efetuando comparações e analogias, que apontam para um progresso cultural. Para ele as leis básicas do desenvolvimento cultural da humanidade evoluem por indução e de modo consciente; as mudanças, portanto, ocorrem pelo domínio cultural mais evoluído; mais tarde rejeitou as ideias comunistas de Marx, e as transformou num modelo de "individualismo social", que identificou no estudo do desenvolvimento da família; defendeu então a necessidade do "casamento livre", que caracterizou como sendo aquele em que haveria uma relação de igualdade entre os parceiros, onde ambos teriam iguais direitos políticos e sociais: apenas uma sociedade que está estruturada no "individualismo social" poderia levar o homem à felicidade e à perfeição; ao desejo de alcançar este objetivo Müller-Lyer chamou de "princípio da euforia".

## Principais obras
- Sociologia como um programa de reforma social
- Formas de casamento, família e parentesco
- Sociologia do sofrimento
- A família
- Fases do amor
- Nacionalismo e internacionalismo
- O sentido da vida e da ciência
- Formas de dominação cultural